# 梶原工業
梶原工業株式会社（かじわらこうぎょう）は、東京都台東区松が谷（かっぱ橋道具街）に本社を置く、食品機械メーカー。

## 会社概要
1939年に、水産機械の開発・製造・修理会社として創業。1960年に、煮炊撹拌機を開発して以来、食品加工機械・製菓機械・厨房機器の開発・製造・販売から食品工場・製菓工場のエンジニアリングまで手がける食品機械メーカー。大量調理機械・あん製造設備のパイオニアで、特に加熱撹拌機の分野では、日本で高いシェアを占める。

1977年に厨房設備事業部を株式会社カジワラキッチンサプライとして、1998年に販売部門を株式会社カジワラとしてそれぞれ分離独立して設立しカジワラグループを構成している。同社の主力となる東京工場は埼玉県越谷市にある。

## 主要製品
食品加工機械・製菓機械・厨房機器の製造および販売
- 加熱撹拌機
  - 煮炊撹拌機
  - 大型炒め機
  - ハイブリッド加熱撹拌機
  - レオニーダー
  - クッキングミキサー
  - 真空・加圧釜
  - 加熱・冷却乳化機
- あん・甘納豆製造設備
  - 全自動豆煮釜
  - 自動製あんユニット
  - 自動連続脱水機
  - 全自動製あんライン
  - 全自動粒あん製造機
- その他食品加工機械
  - スチームケトル
  - レオミキサー
  - ロータリーフライヤー
  - 真空式濃縮・抽出機
  - うらごし機
  - 投入機